# Мичильяно
Мичильяно (итал. Micigliano) — коммуна в Италии, располагается в регионе Лацио, в провинции Риети.
Население составляет 148 человек (2008 г.), плотность населения составляет 4 чел./км². Занимает площадь 37 км². Почтовый индекс — 2010. Телефонный код — 0746.
Покровителем коммуны почитается святой Лаврентий, празднование 10 августа.

## Демография
Динамика населения:

## Администрация коммуны
- Официальный сайт: https://web.archive.org/web/20101022012230/http://www.comune.micigliano.rieti.it/